# Micah Thomas
Micah Thomas (* 1997 in Columbus) ist ein amerikanischer Jazzmusiker (Piano, Komposition).

## Leben und Wirken
Thomas erhielt bereits im Alter von zwei Jahren, nachdem er Lieder auf dem Klavier fehlerfrei spielte, Klavierunterricht durch seine Mutter, später durch professionelle Klavierlehrer. Während der Mittel- und Highschool war er fünf Jahre lang der Pianist des Columbus Youth Jazz Orchestra. Ab seinem zweiten Schuljahr trat er regelmäßig mit dem Geiger Christian Howes auf. Außerdem trat er mehrmals als Gastkünstler mit dem Columbus Jazz Orchestra auf und spielte dort gelegentlich an der Seite von Tia Fuller, Lewis Nash und Gerald Clayton; außerdem trat er als Jugendlicher mit Musikern wie J. D. Allen, Billy Contreras, Eddie Bayard, George Delancey und Cedric Easton auf. 2015 zog Thomas von Ohio nach New York, um bei Frank Kimbrough an der Juilliard School seinen Bachelor im Jazzstudiengang zu absolvieren, dem 2020 der Master folgte.
Bereits während des Studiums leitete er ein eigenes Trio; auch trat er mit Joel Ross, Lage Lund, Giveton Gelin, Melissa Aldana, Etienne Charles, Gabe Schnider, Stacy Dillard, Jure Pukl und Zoh Amba auf. Sein Erstling Tide (2020) wurde von Nate Chinen als „fantastisch sicheres Debütalbum“ begrüßt und erhielt einen für ein selbstproduziertes Album beachtlichen Zuspruch durch die Kritik. Er ist auch auf den Alben Calls for Action von Harish Raghavan, Omega und The 7th Hand des Saxophonisten Immanuel Wilkins und In Common 2 von Walter Smith III sowie auf Alben von Giveton Gelin und Matt Stevens zu hören.
Nach Günther Huesmann ist im Spiel von Thomas „extrem viel Platz für gegenläufige Traditionslinien des Jazzpianos, ohne dass auch nur ansatzweise imitiert würde.“

## Diskographische Hinweise
- Tide (2020), mit Dean Torrey, Kyle Benford
- Piano Solo (2022)
- Reveal (2023), mit Dean Torrey, Kayvon Gordon